# Javinger Vargas
Javinger Vargas (Caracas, 5 marzo 1990) è un cestista venezuelano.

## Carriera
Con il Venezuela ha disputato i Campionati americani del 2015.